# Central Football Combination
La Central Football Combination est une ancienne compétition de football en Écosse créée en 1897 et disparue en 1904.
Elle fut créée en 1897 par 9 clubs : Camelon (en), Dunblane, East Stirlingshire, Fair City Athletic, Falkirk, Kilsyth Wanderers (en), King's Park, Saint Johnstone et Stenhousemuir. Cette ligue est, de fait, une continuation de la Central Football League et de la Midland Football League. Elle exista jusqu'en 1904 (la saison 1903-04 n'alla même pas à son terme).

## Membres
- Alloa Athletic : 1898-1903
- Bathgate : 1902–04
- Bo'ness : 1901–94
- Broxburn : 1902-04
- Camelon (en) : 1897-1903
- Clackmannan : 1898–1901
- Dunblane : 1897-1904
- Dunipace (en) : 1900-01
- East Fife : 1903–04
- East Stirlingshire : 1897-99 puis 1903-04
- Fair City Athletic : 1897-98
- Falkirk : 1897-1902
- Hearts of Beath : 1903-04
- Kilsyth Wanderers (en) : 1897-1900
- King's Park : 1897-1904
- Saint Johnstone : 1897–98
- Stenhousemuir : 1897–1903

## Champions
- 1897–98 : East Stirlingshire
- 1898–99 : Stenhousemuir
- 1899–1900 : Falkirk
- 1900–01 : Stenhousemuir
- 1901–02 : Stenhousemuir
- 1902–03 : Alloa Athletic
- 1903–04 : non décerné car compétition arrêtée avant son terme